# Montboucher-sur-Jabron
 Montboucher-sur-Jabron  es una localidad y comuna de Francia, en la región de Ródano-Alpes, departamento de Drôme, en el distrito de Nyons (hasta enero de 2006 pertenecía al distrito de Valence) y cantón de Montélimar 2.
Su población en el censo de 1999 era de 1.424 habitantes. Forma parte de la aglomeración urbana de Montélimar.
Está integrada en la Communauté de communes Sésame.

## Demografía
| 639 | 667 | 693 | 1042 | 1278 | 1424 |
| Para los censos de 1962 a 1999 la población legal corresponde a la población sin duplicidades (Fuente: INSEE [Consultar]) |     |     |      |      |      |